# Hellica
Hellica (лат.) — род клопов из семейства древесных щитников. Эндемик Южной Америки (Аргентина, Боливия, Бразилия, Уругвай).

## Описание
Длина широко овального тела менее 1 см (5—7 мм). От близких родов отличается следующими признаками: антеклипеус слабо, но заметно превосходит вершины параклипей, слабо опушен, субапикально не вдавлен; антеклипеус заметно расширяется к вершине; усиковый сегмент II короче третьего. Органы Пендерграста крупные, хорошо развитые, тёмные, с короткими волосками, ограничены передней половиной стернита VII (последний прегенитальный сегмент). Параклипеи глубоко вогнуты сублатерально, не достигают переднего конца антеклипеуса, который очень широкий дистально; 1-й членик усиков очень короткий, не выступает за передний конец головы; рострум доходит примерно до передних концов задних тазиков; дистальный конец 1-го сегмента рострума находится на уровне середины глаза; максиллярный бугорок отсутствует. Антенны 5-члениковые. Лапки состоят из двух сегментов. Щитик треугольный и достигает середины брюшка, голени без шипов.
- Hellica johnpolhemi Froeschner, 2000[7]
- Hellica kolla Carpintero & De Biase, 2019[4]
- Hellica nitida Haglund, 1868